# Cobaltonitrito
Il cobaltonitrito è un solido cristallino, insolubile in acqua, ottenuto tramite precipitazione di nitrito di potassio e acido acetico in nitrato di cobalto esaidrato.